# Charli xcx
Charlotte Emma Aitchison (Cambridge, 2 de agosto de 1992), mais conhecida pelo seu nome artístico Charli xcx, é uma cantora, compositora e produtora musical britânica. Ela é conhecida na indústria musical contemporânea por usar misturas de pop, eletrônica e influências experimentais na elaboração de suas músicas. Aos 14 anos de idade, ela começou a gravar seu álbum de estreia, do qual dois singles foram lançados sob a Orgy Music no final de 2008: "!Franchesckaar!" e o Lado A duplo "Emelline"/"Art Bitch". O disco, 14 - que continha a primeira composição citada - nunca foi comercialmente distribuído, embora tenham sido impressas várias cópias promocionais. Cinco anos mais tarde, foi lançado seu primeiro disco de estúdio oficial, True Romance, através das Asylum, Atlantic, IAMSOUND.
Como cantora, Charli já alcançou o n.º 1 da parada de singles do Reino Unido, a primeira vez como artista participante, em "I Love It" — da dupla sueca Icona Pop — , em 2013, e a segunda como artista principal no single "Guess" - que conta com a participação da americana Billie Eilish -, em 2024.Em 2014, foi lançado o single "Fancy", de Iggy Azalea, cujo refrão e ponte são cantados por xcx. A canção tornou-se um dos maiores êxitos de 2014, permanecendo no topo da Billboard Hot 100 durante sete semanas consecutivas.

## Biografia
A artista nasceu em Cambridge, e foi criada em Stevenage. É filha de um escocês com uma inglesa de ascendência indiana. A cantora começou a escrever suas primeiras canções aos 14 anos de idade. Charli frequentou o Bishop's Stortford College, onde terminou o ensino médio em 2010.

## Carreira

### 2008-2010:14e início de carreira
Com 14 anos de idade, em 2007, xcx começou a gravar seu álbum de estreia com um empréstimo concedido por seus pais. No começo de 2008, ela começou a postar músicas do álbum, bem como numerosas outras demos, em seu MySpace oficial. Isso chamou a atenção de um homem chamado Chaz, que organizava inúmeras raves ilegais armazém em Londres, que se tornaram seus primeiros verdadeiros shows. Apesar da natureza ilícita desses shows, seus pais apoiaram sua carreira e participaram de várias raves com ela. Dois singles, "!Franchesckaar!" e "Emelline"/"Art Bitch", foram lançados no final de 2008, sob direitos da Orgy Music. O álbum de estúdio de estreia, 14, nunca foi lançado comercialmente embora várias cópias promocionais tenham emitidas e distribuídas antes de seus shows. Depois de assinar com a Asylum Records, em 2010 ,fez uma pausa na música que ela descreve como um "perdido" período.

### 2011-2013:You're the One, Icona Pop eTrue Romance
Em 2011, ela aparece com dois singles, “End Of The World” e “Lost In Space”. Em maio de 2011, ela lançou o seu primeiro single, “Stay Away”, seguido por “Nuclear Seasons”, que em novembro foram lançados exclusivamente no Reino Unido. Com esta faixa, Charli conseguiu o 35.º lugar na lista das melhores faixas de 2011 pelo site Pitchfor. No final de 2011, um EP promocional de cinco faixas surgiu. Todas as faixas eram demos, incluindo uma versão anterior a "You're the Okne", titulada "In the Dark".
Em fevereiro de 2012 Charli lançou duas faixas livres, “Valentine” e “I’ll Never Know” através de seu website. Charli escreveu e forneceu duas faixas, incluindo “How Can I” para o filme de terror Elfie Hopkins, estrelado por Ray Winstone e sua filha, Jaime Winstone. Ela também lançou duas mixtapes gratuitas via SoundCloud, Super Girls, Super Love e I LIKE BOYS WHO CRY.

Capa do disco True Romance

Em 12 de maio de 2012, ela lançou seu primeiro mixtape, Heartbreaks and Earthquakes, uma faixa que consistia em oito canções, incluindo "How Can I". Ela participou de uma turnê com Santigold e Coldplay durante todo o verão.
Em 12 de junho de 2012, xcx lançou seu primeiro EP, You're the One, nos Estados Unidos, com "You're the One" e "Nuclear Seasons", assim como remixes de ambas as faixas.
Em 14 de junho, "You're the One" foi lançado como seu single de estreia na Austrália. O EP foi posteriormente lançado em setembro no Reino Unido e na Austrália. A versão do Reino Unido conta com a faixa-título e "So Far Away", assim como três remixes. A versão australiana continha a faixa-título, "Stay Away" e "Nuclear Seasons". A edição australiana também foi a única versão do EP lançada fisicamente em CD. Seu segundo mixtape, Super Ultra, foi lançado exclusivamente através de seu site em 7 de novembro de 2012, com 8 faixas separadas.

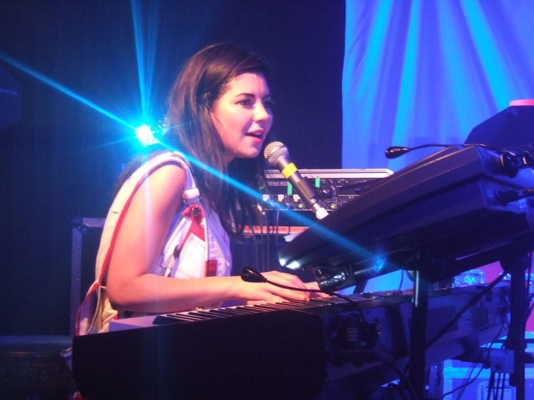
Charli participou de uma turnê de Marina and the Diamonds e compôs um single com a cantora.

xcx escreveu o hit "I Love It", de Icona Pop, que se tornou um grande avanço para a dupla sueca, com um pico dentro do top dez das paradas de vários países, incluindo os Estados Unidos. Ela é creditado como artista de destaque na música por cantar a maior parte da música e o refrão "I don't care/ I love it!". Ela não aparece no vídeo da música. O segundo álbum de estúdio e primeiro grande álbum de estúdio, True Romance, foi lançado em 12 de abril de 2013 e alcançou a posição #85 no UK Albums Chart. O álbum não apareceu em nenhuma das principais paradas internacionais de álbuns, mas chegou a posição n.º 5 no US Billboard Top Heatseekers e ao n.º Australian Hitseekers Albums Chart, atingindo o pico equivalente de n.º 205 e n.º 111, respectivamente. O álbum foi bem recebido pelos críticos de música, com uma pontuação média de 76/100 no Metacritic que atribui uma classificação de 100 a opiniões de críticos convencionais, indicando "revisões geralmente favoráveis".
xcx participou da turnê de Ellie Goulding como um ato de abertura em uma turnê na Alemanha, Polônia, Itália, Suíça e Dublin, durante todo o mês de abril 2013 e, em seguida, fez turnê pelos Estados Unidos e Canadá com Marina and the Diamonds, ao longo de maio de 2013, seguida por sua própria turnê no Reino Unido, para divulgar seu álbum True Romance. Em março de 2013, Charli foi nomeada pela FUSE TV uma das 30 artistas imperdíveis no SXSW. Em 1.º de maio de 2013, Marina e xcx publicaram um dueto intitulado "Just Desserts" em suas páginas no Youtube. A canção foi lançada como um download gratuito nas páginas do Soundcloud de ambas as artistas.

### 2013-2015: Iggy Azalea, o sucesso internacional eSucker
Em junho de 2013, xcx confirmou que ela estava trabalhando em seu terceiro álbum. Também em junho, "Illusions Of", uma faixa de J£ZUS MILLION com participação de Charli, foi lançado como um single de Double Denim Vol. 1, uma compilação de artistas assinaram a Double Denim Records. Em setembro de 2013, a banda americana de rock Paramore participou de uma turnê que houve no Reino Unido. Em 26 de setembro de 2013, ela lançou o vídeo da música "SuperLove", o primeiro single de seu terceiro álbum de estúdio. O single foi lançado comercialmente em 8 de dezembro de 2013.
Em 16 de janeiro de 2014, xcx lançou um cover da canção "Alergic To Love" da banda punk Yakuza via SoundCloud. Em 4 de março de 2014, um vídeo foi lançado para a música "Fancy", colaboração entre Charli xcx e Iggy Azalea. Em maio de 2014, "Fancy" atingiu o primeiro lugar no US Billboard Hot 100. O vídeo da música foi fortemente inspirado no filme Clueless, com Azalea representando Cher Horowitz e xcx como Tai Frasier. 
Em maio de 2014, ela contribuiu com a canção "Boom Clap" para a trilha sonora de The Fault in Our Stars. A canção foi lançada como o primeiro single do álbum e atingiu posição n.º 10 no Billboard Hot 100. Tornando-se seu primeiro hit top 20 como artista principal.
Em junho de 2014, durante uma entrevista, Charli xcx afirmou que ela tem trabalhado com Weezer, John Hill, Stargate e Rostam Batmanglij, do Vampire Weekend, para seu álbum seguinte, assim como com Dr. Luke, mas para outra artista. Ela também afirmou que, em vez de o álbum de punk que estava originalmente planejando como seu segundo álbum de estúdio, o álbum seria agora mais pop com um pouco de punk.
Em 15 de dezembro de 2014, Charli xcx lança seu terceiro álbum de estúdio,Sucker (estilizado como SUCKER). Alcançou a posição n.º 28 na Billboard 200 e n.º 5 no UK Albums Chart, sua melhor posição em ambos as paradas.
Em janeiro de 2015, ela lança "Doing It", uma música com a participação especial de Rita Ora, e em fevereiro lança "Famous" E em 27 de março de 2015, é lançado o filme Home, cuja trilha sonora inclui uma canção de Charli, "Red Baloon".

### 2015-2017:Vroom Vroom,Number 1 Angel ePop 2
xcx começou a trabalhar no seu terceiro álbum em 2015.
Em fevereiro de 2016 ela lançou o EP Vroom Vroom como uma prévia do seu próximo álbum.
Em agosto de 2016 Charli revelou que seu álbum seria produzido por SOPHIE, Bloodpop e Stargate. O primeiro single do álbum, "After the Afterparty", foi lançado em 28 de outubro de 2016 e conta com a participação do rapper americano Lil Yatchy. Frustrada com os adiamentos do lançamento do seu álbum, xcx lançou a mixtape Number 1 Angel em março de 2017, que conta com participações de várias artistas femininas como Starrah, RAYE, MØ, Uffie, Abra e cupcakKe. O segundo single do terceiro álbum da cantora, "Boys", foi lançado em 26 de julho de 2017 e foi considerado como a 2.ª melhor canção de 2017 pelo NME e pelo The Guardian. Em agosto de 2017, algumas músicas que supostamente estariam no terceiro álbum de Charli foram vazadas. Em dezembro de 2017, Charli lançou sua quarta mixtape, Pop 2, que conta com participações de vários artistas como Carly Rae Jepsen, Pabllo Vittar, MØ entre outros. xcx foi anunciada como um dos atos de abertura da Reputation Stadium Tour, de Taylor Swift, juntamente A Camila Cabello.
Em 2016, Charli emprestou seu vocais para a composição sonora da faixa "Banshee", de Santigold, que entrou como um dos singles de seu álbum 99¢.

### 2018-2023:Charli,How I'm Feeling NoweCrash

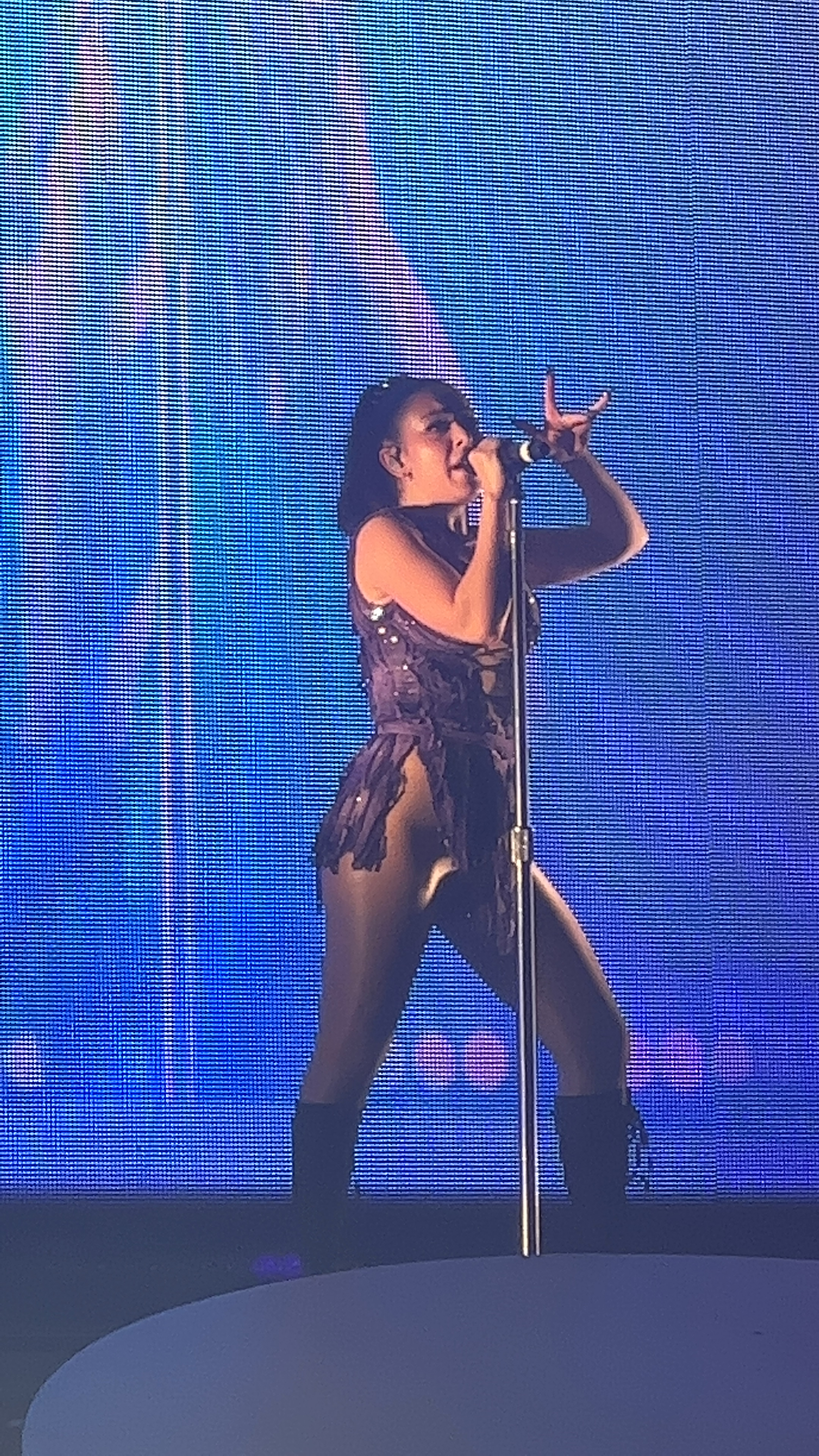
Charli na Crash Tour em 2022

Em outubro de 2018, foi lançada "1999" como o primeiro single do terceiro álbum de Charli. A canção conta com a participação do cantor Troye Sivan. Em maio de 2019, é lançada "Blame It On Your Love", com a participação de Lizzo. Em junho desse mesmo ano, xcx anunciou o título, data de lançamento, lista de faixas e datas de sua turnê para promover o disco. "Gone" foi escolhida como o terceiro single do álbumonta c. Com a participação de Christine and the Queens e foi lançada em julho. O terceiro álbum de Charli, de título homônimo, foi lançado em 13 de setembro de 2019. Em outubro do mesmo ano, "White Mercedes" foi lançada como quarto e último single do disco. 
Em abril de 2020, a artista anunciou que estava gravando um álbum, intitulado "How I'm Feeling Now", durante a quarentena e que iria lançá-lo no próximo mês. O álbum foi criado inteiramente durante os primeiros meses da pandemia de COVID-19. Este álbum é um projeto ambicioso e íntimo, com Charli envolvendo seus fãs no processo criativo através das redes sociais, compartilhando atualizações e buscando feedback em tempo real. Charli trabalhou remotamente com colaboradores de longa data, como A.G. Cook e BJ Burton, ao mesmo tempo que se inspirava nas opiniões de seus fãs. O projeto foi lançado em 15 de maio daquele ano.
Em setembro de 2021, xcx lançou a canção "Good Ones" como o primeiro single de seu quinto álbum de estúdio, intitulado "Crash". Em 4 de novembro de 2021, a cantora lançou "New Shapes", com Christine and the Queens e Caroline Polachek, cantoras que já tinham colaborado com a artista previamente. A canção é o segundo single do álbum lançado em 18 de março de 2022, marcando seu último lançamento sob seu contrato com a Atlantic Records.
Em maio de 2023, Charli foi confirmada como colaboradora na trilha sonora do filme Barbie, com o single "Speed Drive".

### 2024-presente:Brat

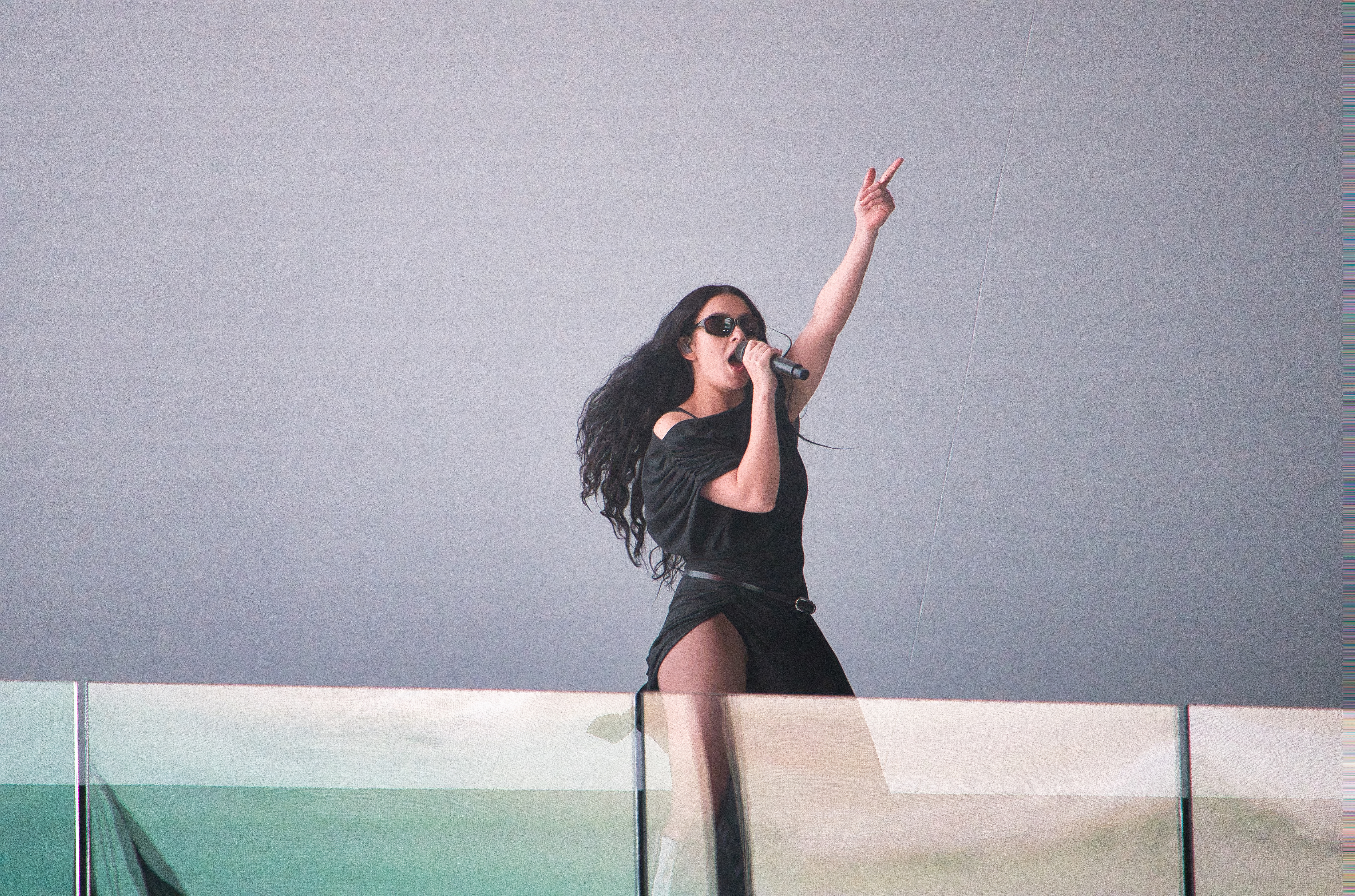
Charlie em 2024

Brat, o sexto álbum de estúdio de Charli XCX, marca um afastamento significativo de seu trabalho anterior, misturando elementos hyperpop com influências do punk rock. Lançado em 7 de junho de 2024, o álbum mostra a abordagem experimental de Charli à música eletrônica, ultrapassando os limites da música pop e abraçando um espírito cru e rebelde.
Na fase de produção, XCX colaborou com um grupo diversificado de produtores e artistas. O processo criativo foi marcado por sessões de gravação espontâneas e foco na captura de sons autênticos e não polidos. Na produção, a cantora abraçou o espírito DIY, muitas vezes gravando em ambientes não convencionais e priorizando a energia bruta em detrimento da perfeição.
O estilo musical de Brat é caracterizado por sua mistura eclética de sons futuristas da rave music e atitude corajosa do pop dance. O álbum apresenta vocais distorcidos, sintetizadores abrasivos e batidas dançantes, criando um som caótico, porém coeso. Faixas como “365” e “Everything is Romantic” exemplificam essa fusão, misturando refrões cativantes com produção intensa e de alta energia.

Capa do disco Brat

Inspirada por um folheto rave neon dos anos 1990 e pelos créditos do título da comédia de Gregg Araki de 2007, Smiley Face, XCX, chama a cor da capa do álbum de “na verdade, bastante nojenta” e diz que a escolheu porque “desencadeia uma conversa realmente interessante sobre [desejabilidade]". "Tinha que ser muito hostil e nada legal.” Seu tom chocante (a propósito, é Pantone 3570-C) e formato facilmente replicável geraram viralidade em massa – até mesmo os empresários do LinkedIn, longe de seu público-alvo, estão anunciando-o como “marketing genial”.
Brat foi amplamente aclamado pela crítica, e pelos fãs elogiado por sua experimentação ousada e inovação na combinação de gêneros. Brat também obteve sucesso comercial, com estreias altas nas paradas de sucessos.

## Estilo
A música de xcx foi comparada à música dos anos 80 ou à ascensão de Madonna. Suas influências incluem Christina Aguilera, Britney Spears, Spice Girls, Kate Bush, Uffie, Brooke Candy, Lil Wayne e Quentin Tarantino. Para seu terceiro álbum, ela lista The Hives, Weezer e Ramones como influências. Vários fontes tem listado xcx como 'goth pop' ou 'dark pop'.
De acordo com Charli xcx, escolheu o seu nome artístico, que era seu username no programa de mensagens instantâneas MSN Messenger, porque "parecia legal e soa pegajoso" e a sigla significa no inglês "Kiss Charli Kiss".  Ao assinar com a sua gravadora, no entanto, ela observou que poderia ser marcada como "conteúdo adulto".

## Discografia
- True Romance (2013)
- Sucker (2014)
- Charli (2019)
- How I'm Feeling Now (2020)
- Crash (2022)
- Brat (2024)

## Filmografia

### Cinema
| Ano  | Título                   | Papel       | Notas          |
| ---- | ------------------------ | ----------- | -------------- |
| 2015 | The F-Word and Me        | Ela própria | Documentário   |
| 2015 | Lost In The North        | Ela própria | Curta          |
| 2015 | The 1989 World Tour Live | Ela própria | Filme-concerto |
| 2016 | The Angry Birds Movie    | Willow      | Voz animação   |
| 2018 | Reputation Stadium Tour  | Ela própria | Filme-concerto |
| 2019 | UglyDolls                | Kitty       | Voz animação   |
| 2021 | Alone Together           | Ela própria | Documentário   |
| TBA  | Faces of Death           | TBA         | Filme          |
| TBA  | I Want Your Sex          | TBA         | Filme          |

### Televisão
| Ano  | Título                                 | Papel                  | Notas                                                                 |
| ---- | -------------------------------------- | ---------------------- | --------------------------------------------------------------------- |
| 2014 | Saturday Night Live                    | Ela própria            | Episódio: "Martin Freeman/Charli xcx"                                 |
| 2014 | Major Lazer                            | Lady Vanessa Rothchild | Episódio: "Throwback Thursdays"                                       |
| 2014 | Late Show with David Letterman         | Ela própria            | Convidada musical                                                     |
| 2015 | The Ride: Charli xcx                   | Ela própria            | Papel principal                                                       |
| 2015 | The Graham Norton Show                 | Ela própria            | Convidada musical                                                     |
| 2015 | Jimmy Kimmel Live!                     | Ela própria            | Convidada musical                                                     |
| 2017 | Celebrity Juice                        | Ela própria            | 1 episódio                                                            |
| 2018 | Lip Sync Battle                        | Ela própria            | Episódio: "Rita Ora vs. Charli xcx"                                   |
| 2018 | The Tonight Show Starring Jimmy Fallon | Ela própria            | Convidada musical                                                     |
| 2018 | Drop the Mic                           | Ela própria            | Episódio: "Luis Guzmán vs. Gabriel Iglesias & Charli xcx vs. Tove Lo" |
| 2019 | I'm with the Band: Nasty Cherry        | Ela própria            | série documental Netflix                                              |
| 2021 | RuPaul's Drag Race All Stars           | Jurada convidada       | Temporada 6 episódios 9 e 10                                          |
| 2021 | Saturday Night Live                    | Ela própria            | Episódio: "Paul Rudd/Charli xcx" – performance ao vivo cancelada      |
| 2022 | Saturday Night Live                    | Ela própria            | Episódio: "Oscar Isaac/Charli xcx"                                    |
| 2022 | Gossip Girl                            | Ela própria            | Episódio: "One Flew Over the Cuck's Nest"                             |
| 2025 | Overcompensating                       | Ela própria            | Episódio: "Boom Clap"; Também produtora executivola                   |

### Vídeos musicais
| Ano  | Título                     | Artista(s)                                              | Papel                    | Notas                           |
| ---- | -------------------------- | ------------------------------------------------------- | ------------------------ | ------------------------------- |
| 2016 | "I, U, Us"                 | RAYE                                                    | Realizadora              |                                 |
| 2017 | "Boys"                     | Charli xcx                                              | Realizadora, ela própria | correalizado com Sarah McColgan |
| 2017 | "Phases"                   | ALMA                                                    | Realizadora              |                                 |
| 2017 | "Dirty Sexy Money"         | David Guetta & Afrojack ft. Charli xcx & French Montana | Realizadora, ela própria | Correalizado com Sarah McColgan |
| 2018 | "Win"                      | Nasty Cherry                                            | Realizadora              |                                 |
| 2018 | "1999"                     | Charli xcx ft. Troye Sivan                              | Realizadora, ela própria | Correalizado com Ryan Staake    |
| 2020 | "Malibu" (At Home Edition) | Kim Petras                                              | Ela própria              |                                 |
| 2021 | "From the Back of a Cab"   | Rostam                                                  | Ela própria              |                                 |

### Banda Sonora
| Ano  | Título  | Notas                                                                                |
| ---- | ------- | ------------------------------------------------------------------------------------ |
| 2023 | Bottoms | Compositora em conjunto com Leo Birenberg da banda sonora do filme de Emma Seligman. |

## Turnês
Como artista principal
- Girl Power North America Tour (2014)
- Charli and Jack Do America Tour (2015)
- Number 1 Angel Tour (2017)
- Pop 2 Tour (2018)
- Charli Live Tour (2019-2020)
- How I’m Feeling Now Special (2021)
- Crash Live Tour (2022)
- Brat Tour (2024)

 Turnê co-estrelada 
- Charli and Jack Do America Tour (2015) com Bleachers
- Sweat Tour (2024) com Troye Sivan

Como artista de suporte
- The Ting Tings – Show Us Yours Tour (2011)
- Sleigh Bells - (2012)
- Azealia Banks – Mermaid Ball (2012)
- Coldplay – Mylo Xyloto Tour (2012)
- Ellie Goulding – The Halcyon Days Tour (2013)
- Marina and the Diamonds – The Lonely Hearts Club Tour (2013)
- Paramore – The Self-Titled Tour (2013)
- Katy Perry – Prismatic World Tour (2015)
- Halsey – Hopeless Fountain Kingdom World Tour (2017)
- Sia – Nostalgic for the Present Tour (2017)
- Taylor Swift – Reputation Stadium Tour (2018)

## Prêmios e indicações
| Ano  | Premiação                      | Categoria                     | Trabalho indicado            | Resultado |
| ---- | ------------------------------ | ----------------------------- | ---------------------------- | --------- |
| 2013 | Teen Choice Awards             | Choice Single: Group          | "I Love It" (with Icona Pop) | Indicado  |
| 2014 | Billboard Music Awards         | Canção Dance/Electronic       | "I Love It" (with Icona Pop) | Indicado  |
| 2014 |                                | Compositora do Ano            | "I Love It" (with Icona Pop) | Venceu    |
| 2014 | Canção do Ano                  | Venceu                        | "I Love It" (with Icona Pop) |           |
| 2014 | MuchMusic Video Awards         | Melhor Vídeo Internacional    | "Fancy" (with Iggy Azalea)   | Indicado  |
| 2014 | World Music Awards             | Melhor Canção Internacional   | "Fancy" (with Iggy Azalea)   | Indicado  |
| 2014 | World Music Awards             | Melhor Vídeo Internacional    | "Fancy" (with Iggy Azalea)   | Indicado  |
| 2014 | Billboard Mid-Year Music Award | Canção Favorita No. 1 Hot 100 | "Fancy" (with Iggy Azalea)   | Venceu    |
| 2014 | Billboard Mid-Year Music Award | Melhor Vídeo                  | "Fancy" (with Iggy Azalea)   | Venceu    |
| 2014 | We Love Pop Awards             | Melhor Hino do Verão          | "Fancy" (with Iggy Azalea)   | Indicado  |
| 2014 | MTV Video Music Awards         | Video do Ano                  | "Fancy" (with Iggy Azalea)   | Indicado  |
| 2014 | MTV Video Music Awards         | Melhor Vídeo Feminino         | "Fancy" (with Iggy Azalea)   | Indicado  |
| 2014 | MTV Video Music Awards         | Melhor Direção de Arte        | "Fancy" (with Iggy Azalea)   | Indicado  |
| 2014 | MTV Video Music Awards         | Melhor Vídeo Pop              | "Fancy" (with Iggy Azalea)   | Indicado  |
| 2014 | MTV Video Music Awards         | Artista Revelação             | "Boom Clap"                  | Indicado  |